# André Schubert
André Schubert (Kassel, 24 luglio 1971) è un allenatore di calcio ed ex calciatore tedesco, di ruolo difensore.

## Carriera
Il 21 settembre 2015 viene nominato nuovo allenatore ad interim del Borussia Mönchengladbach, al posto del dimissionario Lucien Favre.
Il successivo 13 novembre, in seguito agli ottimi risultati ottenuti, viene confermato dal club, firmando un contratto valido fino al 2017. Sotto la sua gestione, la squadra conclude il campionato al 4º posto, guadagnando l'accesso ai preliminari di Champions League. Il 21 dicembre 2016, dopo una prima metà di Bundesliga deludente, viene esonerato.

## Statistiche allenatore
Statistiche aggiornate al 21 dicembre 2016.
| Stagione                        | Squadra                         | Campionato                      | Campionato | Campionato | Campionato | Campionato | Coppe nazionali | Coppe nazionali | Coppe nazionali | Coppe nazionali | Coppe nazionali | Coppe continentali | Coppe continentali | Coppe continentali | Coppe continentali | Coppe continentali | Altre coppe | Altre coppe | Altre coppe | Altre coppe | Altre coppe | Totale | Totale | Totale | Totale | Vittorie % | Piazzamento               |
| Stagione                        | Squadra                         | Comp                            | G          | V          | N          | P          | Comp            | G               | V               | N               | P               | Comp               | G                  | V                  | N                  | P                  | Comp        | G           | V           | N           | P           | G      | V      | N      | P      | %          | Piazzamento               |
| ------------------------------- | ------------------------------- | ------------------------------- | ---------- | ---------- | ---------- | ---------- | --------------- | --------------- | --------------- | --------------- | --------------- | ------------------ | ------------------ | ------------------ | ------------------ | ------------------ | ----------- | ----------- | ----------- | ----------- | ----------- | ------ | ------ | ------ | ------ | ---------- | ------------------------- |
| 2009-2010                       | Paderborn 07                    | 2. BL                           | 34         | 14         | 9          | 11         | CG              | 1               | 0               | 0               | 1               |                    |                    |                    |                    |                    |             |             |             |             |             | 35     | 14     | 9      | 12     | 40,00      | 5º                        |
| 2010-2011                       | Paderborn 07                    | 2. BL                           | 34         | 10         | 9          | 15         | CG              | 1               | 0               | 0               | 1               |                    |                    |                    |                    |                    |             |             |             |             |             | 35     | 10     | 9      | 16     | 28,57      | 12º                       |
| Totale Paderborn 07             | Totale Paderborn 07             | Totale Paderborn 07             | 68         | 24         | 18         | 26         |                 | 2               | 0               | 0               | 2               |                    |                    |                    |                    |                    |             |             |             |             |             | 70     | 24     | 18     | 28     | 34,29      |                           |
| 2011-2012                       | FC St. Pauli                    | 2. BL                           | 34         | 18         | 8          | 8          | CG              | 1               | 0               | 0               | 1               |                    |                    |                    |                    |                    |             |             |             |             |             | 35     | 18     | 8      | 9      | 51,43      | 4º                        |
| 2012-2013                       | FC St. Pauli                    | 2. BL                           | 7          | 1          | 3          | 3          | CG              | 1               | 1               | 0               | 0               |                    |                    |                    |                    |                    |             |             |             |             |             | 8      | 2      | 3      | 3      | 25,00      | Esonerato                 |
| Totale FC St. Pauli             | Totale FC St. Pauli             | Totale FC St. Pauli             | 41         | 19         | 11         | 11         |                 | 2               | 1               | 0               | 1               |                    |                    |                    |                    |                    |             |             |             |             |             | 43     | 20     | 11     | 12     | 46,51      |                           |
| 2015                            | Borussia Mönchengladbach II     | RL                              | 8          | 4          | 4          | 1          |                 |                 |                 |                 |                 |                    |                    |                    |                    |                    |             |             |             |             |             | 8      | 4      | 4      | 1      | 50,00      | Promosso in prima squadra |
| 2015-2016                       | Borussia Mönchengladbach        | BL                              | 29         | 17         | 4          | 8          | CG              | 2               | 1               | 0               | 1               | UCL                | 5                  | 1                  | 2                  | 2                  |             |             |             |             |             | 36     | 19     | 11     | 6      | 52,78      | Subentrato, 4º            |
| 2016-2017                       | Borussia Mönchengladbach        | BL                              | 16         | 4          | 4          | 8          | CG              | 2               | 2               | 0               | 0               | UCL                | 8                  | 3                  | 2                  | 3                  |             |             |             |             |             | 26     | 9      | 6      | 11     | 34,62      | Esonerato                 |
| Totale Borussia Mönchengladbach | Totale Borussia Mönchengladbach | Totale Borussia Mönchengladbach | 45         | 21         | 8          | 16         |                 | 4               | 3               | 0               | 1               |                    | 13                 | 4                  | 4                  | 5                  |             |             |             |             |             | 62     | 28     | 12     | 22     | 45,16      |                           |
| Totale carriera                 | Totale carriera                 | Totale carriera                 | 162        | 68         | 41         | 54         |                 | 8               | 4               | 0               | 4               |                    | 13                 | 4                  | 4                  | 5                  |             |             |             |             |             | 183    | 76     | 45     | 63     | 41,53      |                           |